# 노동자의 지배와 형상
『노동자의 지배와 형상』(독일어: Der Arbeiter. Herrschaft und Gestalt)는 1932년 에른스트 윙거가 발표한 이론서로, 시민사회를 파괴하고 대체할 근원적 힘으로서 “노동자”를 다루었다. 여기서 노동자란 “노동자의 형상”이라는 형이상학적 개념을 재현하는 존재로, “총체적 노동성”(totalen Arbeitscharakter)을 표현한다. 윙거는 이 책에서 개인주의, 자유민주주의, 수평적 사회계약 같은 시민(부르주아)적 세계관이 저물고 전체주의적인 노동자 인간상이 지배적인 세상이 올 것을 역사철학적으로 논증하려 했다.
윙거의 이 책이 나치즘의 발달에 얼마나 기여했는지에 대해서는 제설이 있지만, 윙거의 주장은 분명히 파시즘적 성격이 있으며 이는 동시대인인 발터 벤야민 등이 일찍이부터 지적했다.